# Liste der Monuments historiques in Vonnas
Die Liste der Monuments historiques in Vonnas führt die Monuments historiques in der französischen Gemeinde Vonnas auf.

## Liste der Bauwerke
| Bezeichnung   | Beschreibung                  | Standort                           | Kennzeichnung | Schutzstatus | Datum | Bild           |
| ------------- | ----------------------------- | ---------------------------------- | ------------- | ------------ | ----- | -------------- |
| Schloss Béost | Erbaut im 18./19. Jahrhundert | Route de Neuville-les-Dames (Lage) | PA01000044    | Inscrit      | 2016  | weitere Bilder |

## Liste der Objekte
- Monuments historiques (Objekte) in Vonnas in der Base Palissy des französischen Kultusministeriums